# Лингвоним
Лингвоним (лат. lingua — „језик”; грч.  [ónoma] — „име”) или глотоним (лат. γλῶττα — „језик”; грч.  [ónoma] — „име”) стручни је лингвистички термин за израз којим се означава назив неког језика или језичке породице. У лингвониме спадају називи свих врста језика, почевши од назива за појединачне природне језике и шире језичке породице, преко назива за посебне знаковне језике, до назива за разне вештачке и програмске (рачунарске) језике. У ширем смислу, у лингвониме спадају и дијалектоними, односно називи за језичке дијалекте, укључујући и називе за супрадијалекте (наречја) и субдијалекте (локалне говоре).

## Основни облици
Лингвоними природних језика и језичких породица могу се изводити из назива појединих народа, односно групе народа. На пример, лингвоним српски језик изведен из назива за српски народ, а термин словенски језици представља лингвоним који је изведен из општег назива за словенске народе. Сви такви лингвоними, који су изведени из етничких одредница за одређени народ или групу народа, називају се етнолингвонимима.
Лингвоними могу бити изведени и из географских назива. Тако је, на пример, лингвоним индоевропски језици изведен из назива за Индијски потконтинент и Европу. Многи лингвоними који имају функцију дијалектонима изведени су управо из локалних топонима, а најчешће из регионалних хоронима, тако да су називи језичких дијалеката (укључујући супрадијалекте и субдијалекте) по правилу изведени из назива разних географских или историјских области. На пример, термин зетско-рашки дијалекат изведен из обласних назива Зете и Рашке. Сви такви лингвоними, који су изведени из разних топонима, називају се тополингвонимима.
Осим етнолингвонима и тополингвонима, постоје и облици лингвонима који нису изведени из етнонима или топонима, већ из других појмова. На пример, називи за три наречја (штокавско, чакавско и кајкавско) изведени из упитних заменица „што”, „ча” и „кај”.